# Astomiopsis
Astomiopsis es un género de musgos perteneciente a la familia Archidiaceae. Comprende 11 especies descritas y de estas, solo 10 aceptadas.

## Taxonomía
El género fue descrito por Johann Karl August Müller y publicado en Linnaea43: 390. 1882.

## Especies aceptadas
A continuación se brinda un listado de las especies del género Astomiopsis aceptadas hasta diciembre de 2014, ordenadas alfabéticamente. Para cada una se indica el nombre binomial seguido del autor, abreviado según las convenciones y usos.
- Astomiopsis × altivallis Delgad.
- Astomiopsis amblyocalyx Müll. Hal.
- Astomiopsis exserta (E.B. Bartram) Snider
- Astomiopsis julacea (Besch.) K. L. Yip & Snider
- Astomiopsis kieneri (E.B. Bartram) Delgad. & see Cárdenas Soriano, María de los Angeles
- Astomiopsis magilliana Snider, K. L. Yip & J. R. Clark
- Astomiopsis pacifica W.R. Buck & L.R. Landrum
- Astomiopsis radiculosa (Herzog) W.R. Buck & R.H. Zander
- Astomiopsis sinensis Broth.
- Astomiopsis subulata Müll. Hal.